# Blankenrode
Blankenrode ist der südlichste Stadtteil von Lichtenau in Nordrhein-Westfalen, Deutschland.

## Geografie

### Geographische Lage
Blankenrode liegt im südlichen Eggegebirge nahe der Quelle der Altenau. Der Ort liegt im Grenzbereich zu den Kreisen Höxter, bzw. Hochsauerland.

### Nachbarorte
Im Nordwesten beginnend grenzen an Blankenrode im Uhrzeigersinn die Lichtenauer Stadtteile Dalheim, Husen und Holtheim. Dann folgt die Grenze des Kreises Paderborn, hinter der der Warburger Stadtteil Scherfede im Kreis Höxter und der Marsberger Stadtteil Meerhof im Hochsauerlandkreis liegen.

### Klima
Blankenrode gehört wie Ostwestfalen-Lippe insgesamt zum ozeanischen Klimabereich Nordwestdeutschlands, dem es geringe Temperaturgegensätze und milde Winter verdankt. Allerdings sind schon kontinentale Einflüsse wirksam. So liegt die Temperatur im Sommer höher und die Nächte sind kühler als in größerer Nähe zur Küste. Die Lage am Rand des Eggegebirges bedingt ein submontanes Klima der Mittelgebirgsstufe mit kühleren Temperaturen und höherem Niederschlag als in anderen Lagen des Kreisgebiets.

## Geschichte
836 wurde der Ort „Snevede“ (an den Quellen der Altenau gelegen) urkundlich erwähnt. Um 1250 gründete der Bischof von Paderborn auf einem Bergkopf der Egge als Grenzfeste gegen die Grafschaft Waldeck die Burgstadt Blankenrode, die von Graf Heinrich VI. von Waldeck 1384 zerstört wurde. Während die Stadt nicht wiederaufgebaut wurde, wurde die Burg zunächst wiedererrichtet und mit einer Vorburg erweitert. Etwa 1,5 Kilometer westlich davon wurde später die Ortschaft Blankenrode gegründet. Diese gehörte bis zu den Napoleonischen Kriegen zum Hochstift Paderborn. Im Königreich Westphalen bildete der Ort von 1807 bis 1813 zusammen mit Dalheim eine Gemeinde im Kanton Atteln des Departements der Fulda. 1816 kam die Gemeinde Dalheim-Blankenrode zum neuen Kreis Büren, in dem sie zum Amt Atteln gehörte. Am 10. August 1952 wurde Blankenrode aus der Gemeinde ausgegliedert und bildete bis 1974 eine eigene Gemeinde.
Durch das Sauerland/Paderborn-Gesetz wurde Blankenrode am 1. Januar 1975 mit den meisten Gemeinden des Amtes Atteln sowie den Gemeinden des Amtes Lichtenau zur neuen Stadt Lichtenau zusammengelegt und kam mit dieser zum Kreis Paderborn. Rechtsnachfolgerin des aufgelösten Amtes Atteln und der Gemeinde Blankenrode ist die Stadt Lichtenau.

## Politik
Ortsvorsteher von Blankenrode ist Frederik Otto.

## Vereine
- Heimatverein Blankenrode

## Kultur und Sehenswürdigkeiten

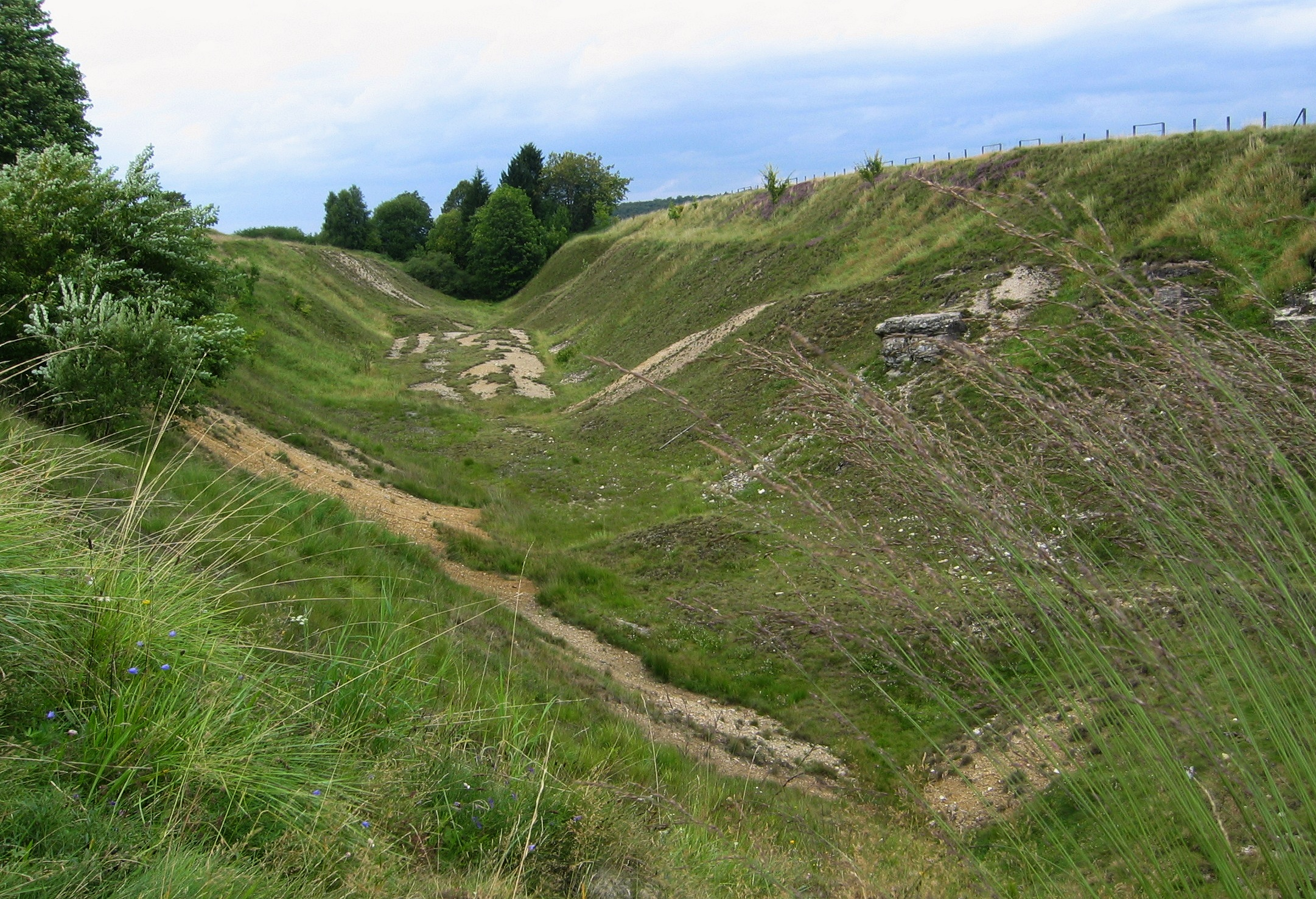
Bleikuhlen

- „Bleikuhlen“ im Naturschutzgebiet Bleikuhlen und Wäschebachtal mit dem nur dort vorkommenden Westfälischen Galmeiveilchen
- Mittelalterliche Stadtwüstung Blankenrode